# Courtenay (Adelsgeschlecht)

Wappen der Familie Courtenay

Courtenay war eine französische Adelsfamilie, deren Stammsitz die Burg des Ortes Courtenay im Département Loiret war. Stammvater des Geschlechts war Hatto von Courtenay, der um 1010 die namensgebende Burg errichtete.
Im Jahr 1148 besaß dessen Urenkel Rainald von Courtenay auch Château-Renard, Montargis, Champignelles, Bléneau, Tanlay, Charny, Chantecoq und weitere Gebiete im Gâtinais, im Hurepoix und im Sénonais.
Angehörige der Familie regierten während der Zeit der Kreuzzüge die Grafschaft Edessa sowie in weiblicher Nachfolge das Lateinische Kaiserreich von Konstantinopel (siehe Haus Frankreich-Courtenay).
Eine nach England ausgewanderte Nebenlinie existiert bis heute. Angehörigen dieser Linie wurden folgende Adelstitel verliehen: Marquess of Exeter (1525), Earl of Devon (1335, 1485, 1511 und 1553), Viscount Courtenay (1762).

## Stammliste des Hauses Courtenay

### Älteres Haus Courtenay
1. Hatto von Courtenay
  1. Joscelin von Courtenay ⚭ Elisabeth de Montlhéry, Tochter des Guy de Montlhéry (Haus Montlhéry)
    1. Milo von Courtenay († nach 1127)
      1. Wilhelm († nach 1146) Herr von Courtenay, Teilnehmer am zweiten Kreuzzug[1]
      2. Rainald († 1189/90) Herr von Courtenay und Sutton in Berkshire
        1. Rainald von Courtenay († 27. September 1194) → Nachkommen siehe unten: Englische Linie Courtenay
        2. Isabella (Elisabeth) von Courtenay († 14. September nach 1205), Erbin von Courtenay ⚭ Peter von Frankreich (* um 1126, † 1180/3) jüngster Sohn des Königs Ludwig VI. → Nachkommen siehe Haus Frankreich-Courtenay („Jüngeres Haus Courtenay“)
        3. Robert von Courtenay († um Ostern 1209) Herr von Sutton
          1. Wilhelm von Courtenay, Herr von Bulwick, Upminster und Morle, 1207 Herr von Montgommery[2]

    2. Joscelin I. von Courtenay († 1131) Fürst von Galiläa, Graf von Edessa 1118 ⚭ 1) NN, Tochter des Fürsten Konstantin I. von Armenien, ⚭ 2) Maria von Salerno, Schwester des Roger von Salerno, Fürst von Antiochia
      1. Joscelin II. von Courtenay († 1159), Graf von Edessa ab 1131, verliert die Stadt Edessa 1144, gefangen 1150 ⚭ Beatrix, Witwe des Wilhelm von Sahyun
        1. Joscelin III. († 1200) Titulargraf von Edessa, 1160 bis 1175 gefangen, 1175 Seneschall von Jerusalem
          1. Beatrix von Courtenay († nach 1245) ⚭ 1) Wilhelm von Lusignan († vor 1208), Bruder des Königs Guido von Jerusalem und des Königs Amalrich von Zypern, ⚭ 2) vor 1208 Otto II. Graf von Henneberg (der Minnesänger Otto von Botenlauben) (* um 1177, † vor 1245)
          2. Agnes von Courtenay († nach 1200), ⚭ um 1200 Wilhelm von Mandelée († nach 1220)

        2. Isabella von Courtenay
        3. Agnes von Courtenay ⚭ 1) Reinhold von Marasch (⚔ 29. Juni 1149), ⚭ 2) 1158, annulliert 1162, Amalrich Graf von Jaffa und Askalon, 1162 König von Jerusalem, ⚭ 3) Hugo von Ibelin, ⚭ 4) Rainald Garnier von Sidon, Ehe annulliert.

    3. Gottfried von Courtenay (⚔ 1137 bei Montferrand)

#### Englische Linie Courtenay
1. Rainald von Courtenay († 27. September 1194); ⚭ Hawise de Courcy, Lady of Okehampton (Haus Courcy) → Vorfahren siehe oben: Älteres Haus Courtenay
  1. Robert von Courtenay († 26. Juli 1242) Herr von Okehampton; ⚭ Mary de Redvers, Tochter von William de Redvers, 5. Earl of Devon
    1. Johann von Courtenay († 3. Mai 1274) Herr von Okehampton; ⚭ Isabella de Vere, Tochter von Hugh de Vere, 4. Earl of Oxford
      1. Hugo († 28. Februar 1292); ⚭ Eleanor le Despenser, Tochter von Hugh le Despenser, 1. Baron le Despenser
        1. Hugh de Courtenay, 1. Earl of Devon († 23. Dezember 1340) 1292 Herr von Okehampton, 1293 de iure Earl of Devon, 1335 de facto Earl of Devon.
          1. Hugh de Courtenay, 2. Earl of Devon († 2. Mai 1377), 1335 Lord Courtenay, 1340 2. Earl of Devon; ⚭ 1325 Margaret de Bohun († 16. Dezember 1391), Tochter von Humphrey de Bohun, 4. Earl of Hereford, und Elisabeth, Prinzessin von England
            1. Sir Hugh Courtenay († 1348) KG; ⚭ 1341 Elizabeth de Vere († 23. September 1375), Tochter von John de Vere, 7. Earl of Oxford
              1. Hugh Courtenay († 1374), Lord Courtenay; ⚭ I 1361 Margaret de Bryan, Tochter von Sir Guy Brian; ⚭ II Maud de Holand, Tochter von Sir Thomas 1. Lord Holand, und Joan Plantagenet, 4. Countess of Kent

            2. Edward († 1364/72), of Goodrington; ⚭ Emmeline Dawnay († 1372), Tochter von Sir John Dawnay
              1. Edward de Courtenay, 3. Earl of Devon († 5. Dezember 1419)
                1. Edward († um August 1418), Lord Courtenay, Admiral der Flotte; ⚭ 1408/09 Alienor de Mortimer, Tochter von Roger Mortimer, 4. Earl of March
                2. Hugh de Courtenay, 4. Earl of Devon († 16. Juni 1422); ⚭ Anne Talbot, Tochter von Richard Lord Talbot
                  1. Thomas de Courtenay, 5. Earl of Devon († 3. Februar 1458), 1445 Lord High Steward; ⚭ nach 1421 Margaret Beaufort, Tochter von John Beaufort, 1. Earl of Somerset
                    1. Thomas de Courtenay, 6. Earl of Devon († enthauptet 3. April 1461)
                    2. Henry († enthauptet 1468/69), 1461 of Topsham
                    3. John de Courtenay, 7. Earl of Devon (⚔ 4. Juli 1471 in der Schlacht von Tewkesbury), 1470 als Earl of Devon restituiert

              2. Hugh Courtenay, of Haccombe, Devon
                1. Joan Courtenay (1411–1465) ⚭ I Nicholas Carew, ⚭ II Robert de Vere
                2. Hugh Courtenay, of Boconnock, Cornwall
                  1. Edward de Courtenay, 1. Earl of Devon († 28. Mai 1504), 1485 Earl of Devon; ⚭ Elizabeth Courtenay, Tochter von Sir Philipp, of Holland, Devon
                    1. William de Courtenay, 1. Earl of Devon († 9. Juni 1511), 1511 Earl of Devon; ⚭ Katherine Plantagenet († 15. November 1527), Tochter von König Edward IV. von England (Anjou-Plantagenet)
                      1. Henry Courtenay, 1. Marquess of Exeter († enthauptet 9. Januar 1539), 1512 2. Earl of Devon, 1525 Marquess of Exeter; ⚭ I Elizabeth Grey; ⚭ II Gertrude Blount
                        1. Henry, † jung
                        2. Edward Courtenay, 1. Earl of Devon (* 1526, † 18. September 1556), 1538–1553 und 1554–1555 im Gefängnis, 1553 Earl of Devon

                      2. Margaret (um 1499–um 1525); ⚭ Henry Somerset, 2. Earl of Worcester († 22. November 1549)

            3. William Courtenay († 31. Juli 1396), 1381/95 Erzbischof von Canterbury
            4. Sir Philip Courtenay († 1406), of Powderham → Nachkommen siehe unten: Linie Courtenay of Powderham
            5. Sir Piers Courtenay KG († 2. Februar 1405)

        2. Eleanor Courtenay; ⚭ Henry de Grey of Codnor, 1. Baron Grey of Codnor

##### Linie Courtenay of Powderham
1. Sir Philip Courtenay († 1406), of Powderham; ⚭ Anne Wake, Tochter von Sir Thomas Wake → Vorfahren siehe oben: Englische Linie Courtenay
  1. Sir John Courtenay († vor 1415)
    1. Sir Philip Courtenay († 1463); ⚭ Elizabeth Hungerford, Tochter von Walter Hungerford, 1. Baron Hungerford
      1. Sir William Courtenay (um 1400–1485), of Powderham; ⚭ Margaret Bonville, Tochter von William Bonville, 1. Baron Bonville
        1. Sir William Courtenay († 1512), of Powderham; ⚭ Cecily Cheney, Tochter von Sir John Cheney
          1. Sir William Courtenay († 1535), ⚭ Margaret Edgcombe
            1. George Courtenay; ⚭ Catherine St. Leger, Tochter von Sir George St. Leger
              1. Sir William Courtenay (⚔ 1557), of Powderham; ⚭ Elizabeth Paulet, Tochter von John Paulet, 2. Marquess of Winchester
                1. Sir William Courtenay († 1630), of Powderham; ⚭ Elizabeth Manners, Tochter von Henry Manners, 2. Earl of Rutland
                  1. Sir William Courtenay († 1603)
                  2. Francis Courtenay († 1638)
                    1. Sir William Courtenay, 1. Baronet of Powderham Castle (1628–1702)
                      1. Richard Courtenay († 1696)
                      2. Francis Courtenay († 1699)
                        1. Sir William Courtenay, 2. Baronet of Powderham Castle (1675–1735)
                          1. William Courtenay, 1. Viscount Courtenay (1710–1762); Frances Finch, Tochter von Heneage Finch, 2. Earl of Aylesford
                            1. William Courtenay, 2. Viscount Courtenay (1742–1788)
                              1. William Courtenay, 9. Earl of Devon (1768–1835), 1831 als Earls of Devon anerkannt

                          2. Henry Reginald Courtenay (1714–1763); ⚭ Catherine Bathurst, Tochter von Allen Bathurst, 1. Earl Bathurst
                          3. William Courtenay, 10. Earl of Devon (1777–1859)
                            1. William Courtenay, 11. Earl of Devon (1807–1888); ⚭ Henrietta Leslie Pepys, Tochter von Jane Leslie, 12. Countess of Rothes
                              1. Edward Courtenay, 12. Earl of Devon (1836–1891)

                            2. Henry Courtenay, 13. Earl of Devon (1811–1904); ⚭ Anna Maria Leslie, Tochter von Henrietta Evelyn-Leslie, 14. Countess of Rothes
                              1. Henry Courtenay, Lord Courtenay (1836–1898); ⚭ Evelyn Pepys, Tochter von Charles Pepys, 1. Earl of Cottenham
                                1. Charles Courtenay, 14. Earl of Devon (1870–1927)
                                2. Henry Courtenay, 15. Earl of Devon (1872–1935)
                                3. Frederick Courtenay, 16. Earl of Devon (1875–1935); ⚭ Marguerite Silva
                                  1. Charles Courtenay, 17. Earl of Devon (1916–1998); ⚭ Sybil Taylor
                                    1. Hugh Courtenay, 18. Earl of Devon (1942–2015); ⚭ Dianna Watherston
                                      1. Charles Courtenay, 19. Earl of Devon (* 1975); ⚭ Allison Joy Langer
                                        1. Lady Joscelyn Skye Courtenay (* 2007)
                                        2. Jack Haydon Langer Courtenay, Lord Courtenay (* 2009)

                          4. Peregrine Courtenay (1720–1786)

                  3. Sir George Courtenay, 1. Baronet of Newcastle
                    1. Sir William Courtenay, 2. Baronet of Newcastle († um 1651)

      2. Philip Courtenay (1403–1489), Nachfahren (Seitenlinie Courtenay of Molland)

  2. Richard Courtenay († 15. September 1415), 1413/15 Bischof von Norwich